# Dusun-Balangaans
Dusun-Balangaans is een dialect van het Ma'anjan. Het wordt gesproken in de Zuidoost-Aziatische eilandenstaat Indonesië.

## Classificatie
- Austronesische talen
  - Malayo-Polynesische talen
    - Baritotalen
      - Oost-talen
        - Centraal-Zuid-talen
          - Zuid-talen
            - Ma'anjan
              - Dusun-Balangaans

Dusun-Balangaans · Samihim · Sihong